# Méditation
Pour L'album de John Coltrane, voir Meditations.
Le terme méditation désigne un ensemble de pratiques mentales et corporelles qui impliquent en règle générale une focalisation de l’attention vers la respiration, un objet particulier, des caractéristiques telles que la pensée, des émotions, des sensations du corps. Dans une approche spirituelle, elle peut être un exercice, voire une voie de réalisation du Soi et d'éveil. Le terme fait donc référence à un groupe d’exercices mentaux pratiqués dans diverses traditions vieilles pour certaines de milliers d’années. Un élément essentiel des techniques méditatives est toutefois le contrôle conscient de l'attention.
La méditation est au cœur de pratiques spirituelles ou religieuses comme celles du bouddhisme, de l'hindouisme, du jaïnisme, du sikhisme, du taoïsme, du yoga, ainsi que d'autres formes plus récentes de spiritualité, ou encore de mouvements qualifiés parfois de sectaires comme la méditation transcendantale.
Cette pratique peut chercher à produire une paix intérieure, la vacuité de l'esprit, des états de conscience modifiés, l'apaisement progressif du mental ou encore une simple relaxation. Certaines techniques de méditation, telles que la pleine conscience, peuvent être utilisées dans un cadre thérapeutique ou laïc.

## Étymologie et lexique

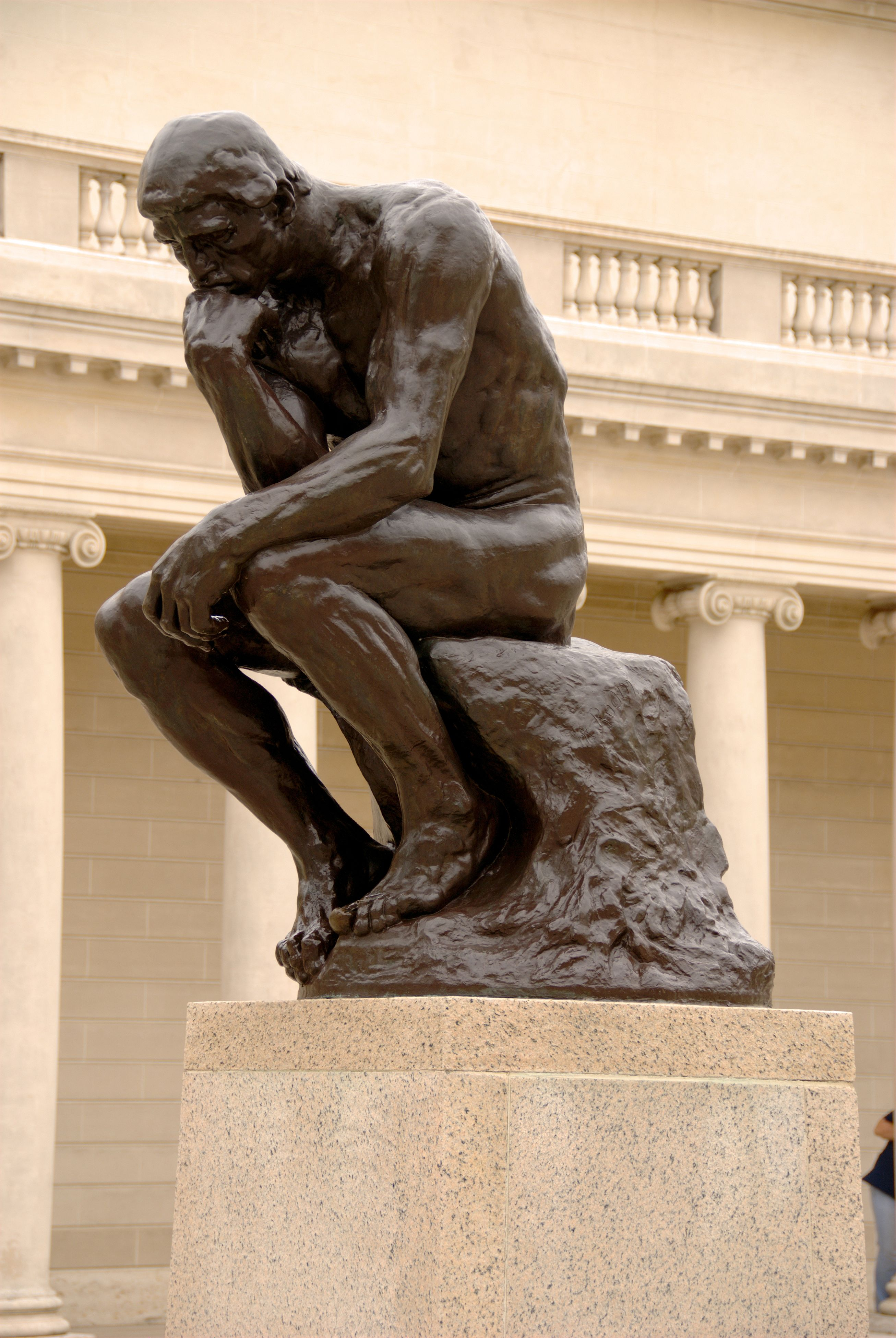
Le Penseur.

Le terme « méditation » est issu du latin meditatio dérivé de meditari (« préparation (à un discours, à écrire) », « réflexion »), sens très fréquent chez les auteurs chrétiens d'où l'évolution du sens dans la langue religieuse. Le terme est attesté en ancien français en 1250 (meditatiun, « contemplation », en contexte religieux) qui en 1380 devient meditacion (« action de réfléchir profondément ») puis finalement en 1626 « méditation » (« écrit sur un sujet religieux (ou philosophique) »). Le terme, s'il conserve une connotation spirituelle, s'écarte alors progressivement de sa spécificité chrétienne : d'après le TLFi, la méditation, dans un sens commun, est aujourd'hui « l'action de penser avec une grande concentration d'esprit pour approfondir sa réflexion. » Par métonymie, c'est la « pensée réfléchie et concentrée sur un sujet particulier. » L’acte de méditer associe l’attention (être pleinement présent) et l’intention, soit à visée personnelle (l’éveil, accéder au nirvāṇa, s’affranchir du samsara) soit principalement au bénéfice d’autrui (l’amour-compassion dans le christianisme ou le Mahāyāna).
Les « méditations » deviennent à partir du XVIIe siècle un genre littéraire, titrant de nombreuses œuvres autant philosophiques que poétiques comme les Méditations métaphysiques de René Descartes (1641), les Méditations cartésiennes d'Edmund Husserl (1929), les Méditations poétiques de Lamartine (1820), et jusqu'aux Méditations pascaliennes de Pierre Bourdieu (1997). On retrouve également cette expression en musique, avec l'œuvre religieuse Méditations sur le Mystère de la Sainte Trinité d'Olivier Messiaen (1969).
Dans un sens religieux, c'est un exercice spirituel préparant à la contemplation. La méditation désigne alors un fervent recueillement, synonyme de prière. Par exemple : « Votre état d'avancement spirituel m'a paru nécessiter une direction spéciale. Suivez les divers exercices comme vos camarades : voici, en outre, de quoi alimenter vos méditations ». Dans une attitude caractérisée par l'application à la réflexion contemplative ; entrer, rester en méditation. Par exemple : « Depuis ce matin un grand calme. Passé presque toute la nuit en méditation, en prière. Soudain il m'a semblé que m'entourait, que descendait en moi une sorte de paix lumineuse, pareille à l'imagination qu'enfant je me faisais du Saint-Esprit ».

## Typologies des techniques mises en œuvre

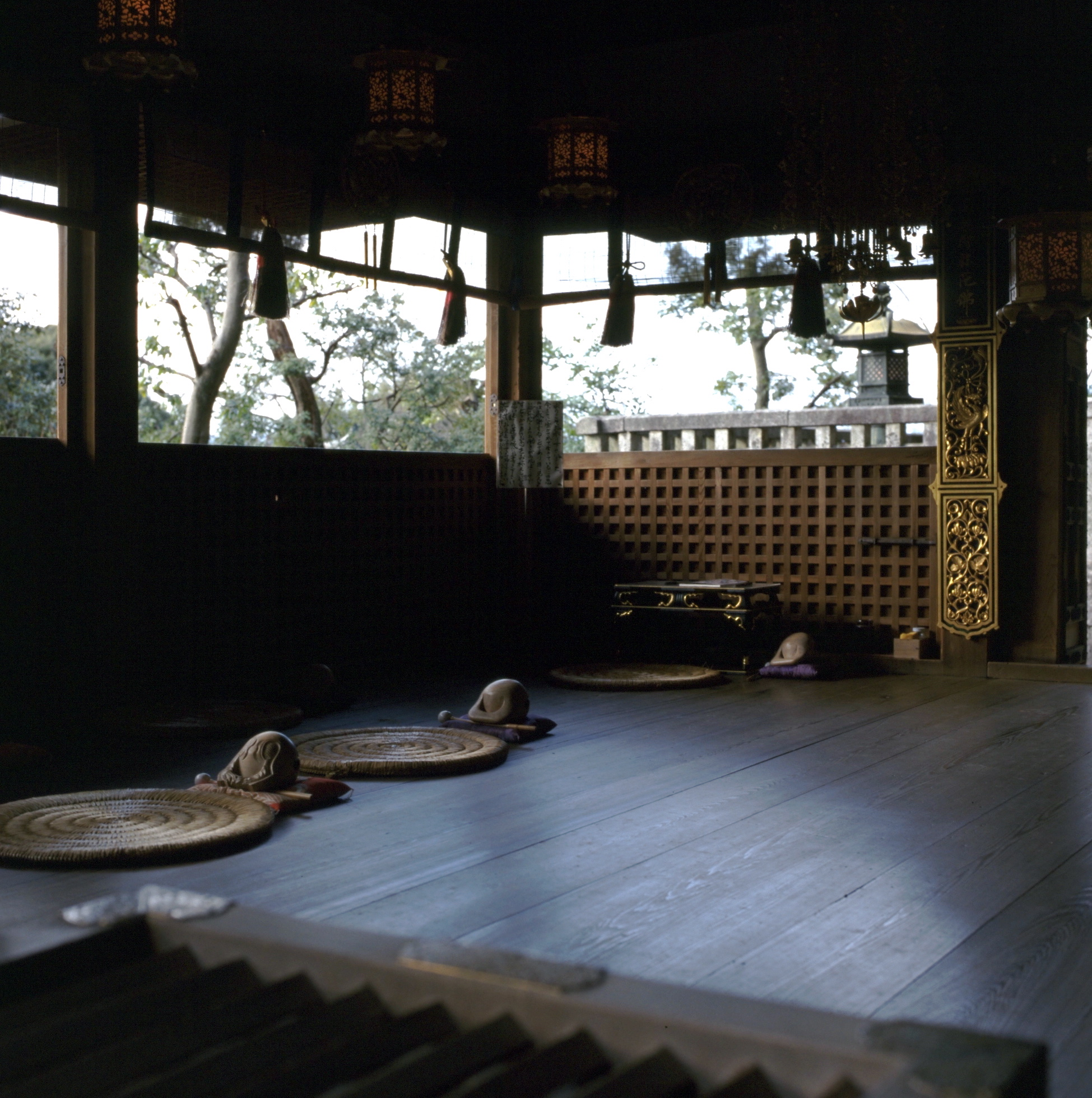
Salle de méditation au Japon.

Les techniques de méditation sont très diverses, dans les années 2000, certains auteurs ont proposé de les classer selon leur foyer d'attention : une zone corporelle spécifique ou le déplacement d'une zone à une autre ; une perception précise ; le souffle ; un son ; les pensées ; le vide de tout concept ou vacuité ; l’image physique ou mentale (visualisation) d’un objet spécifique présélectionné profane ou religieux ; un kōan ou énigme évoquant des interrogations ; un exercice mental ; une incantation, l’invocation du nom d'une déité, d’un bodhisattva, d’un bouddha, ou d'un concept inspirant la paix (mantra).
En 2019, Karin Matko, sur la base d’une recension portant initialement sur 309 techniques de méditations a considéré que 20 se retrouvaient plus fréquemment reprises par les différentes traditions et a cherché à les classer à l’aide de méditants experts. Sa recension fait émerger sept groupes principaux de techniques : l'observation attentive, la méditation centrée sur le corps, la concentration visuelle, la contemplation, la méditation centrée sur l'affect, la méditation par mantra et la méditation par le mouvement. Elle en conclut qu'il n'y a pas "une» méditation en tant que telle, mais qu'il existe plutôt différents groupes de techniques susceptibles d'exercer des effets divers, le cas échéant différenciés. Ces groupes remettent en question la division généralement admise par les chercheurs opposant des pratiques d'"attention concentrée" et d’autres qualifiées d'"observation ouverte".
Certaines pratiques méditatives, comme celles du yoga ou du tantra, peuvent être rattachées à des religions, d'autres sont indépendantes de tout contexte religieux comme la méditation philosophique.
Céline Stinus note que la recherche a, depuis 2010 environ, cherché à comprendre les effets de la méditation, après avoir voulu dans les années 90 attester de ses effets multiples. Elle note que Dahl et ses collaborateurs ont proposé en 2015 de distinguer trois familles de méditation,. Cette typologie en trois classes semble avoir depuis atteint un certain consensus parmi les chercheurs : 
- Méditation attentionnelle
- Méditation constructive
- Méditation déconstructive.

### Méditation attentionnelle
Ces types de méditations visent à entraîner différentes compétences métapsychiques liées à la régulation de l'attention. Les auteurs considèrent que la méditation de pleine conscience (Kabat zin) est la forme la plus connue. La caractéristique commune à toutes ces pratiques de méditation est de procéder à l'entraînement systématique de la capacité à initier, diriger et/ou soutenir intentionnellement ses processus attentionnels tout en renforçant la capacité à être conscient de nos processus de pensée, d’émergence des sentiments et de perception.

### Méditation constructive
Cela regroupe une variété de pratiques de méditation qui renforcent les schémas psychologiques qui favorisent le bien-être. Contrairement aux pratiques attentionnelles, qui se concentrent souvent sur le simple suivi des schémas cognitifs et affectifs, la méditation constructive implique une modification systématique du contenu des pensées et des émotions. La méditation de compassion est la technique la plus largement étudiée au sein de ce groupe.

### Méditation déconstructive
Il s’agit ici de méditations qui visent à défaire les schémas cognitifs inadaptés en explorant la dynamique de la perception, de l'émotion et de la cognition, et en générant des idées sur les modèles internes de soi, des autres et du monde. Les auteurs suggèrent qu'un mécanisme central de ce type de méditation est l'enquête sur soi, qui est le processus d'investigation de la dynamique et de la nature de l'expérience consciente.

### Apports respectifs
Dans la méditation dite de « pleine conscience », classée comme attentionnelle par exemple, le méditant se repose confortablement et silencieusement, centrant l'attention sur la respiration ou opérant un scan corporel. Les apports pour le méditant ont été étudiés par Kabat-Zinn notamment. Dans une méditation constructive, le pratiquant va construire consciemment des idéation de compassion et gratitude. Un effet positif étant basé sur l’idée que parmi les émotions, certaines sont incompatibles avec d’autres, ainsi la joie et la compassion auront pour effet de chasser le négatif (Broaden-and-Build theory). Pour Dahl, la méta-conscience, la prise de perspective et la réévaluation cognitive, ainsi que l'introspection sur ce qui se passe en soi peuvent être des mécanismes importants dans certaines pratiques de méditation et que les altérations de ces processus peuvent être identifiées pour cibler les états cognitifs problématiques qu’on chercherait à réduire.

## Aspects pratiques

### Aides à la pratique
Utilisation de perles de prière
Certaines religions ont pour tradition d'utiliser des perles de prière comme outils de méditation dévotionnelle. La plupart des perles de prière et des chapelets chrétiens sont constitués de perles ou de perles reliées entre elles par un fil. Le chapelet catholique romain est un collier de perles composé de cinq séries de dix petites perles. Le japa mala hindou comporte 108 perles (le chiffre 108 ayant en lui-même une signification spirituelle), de même que ceux utilisés dans le Gaudiya Vaishnavism, la tradition Hare Krishna, le jaïnisme et les perles de prière bouddhistes. Chaque perle est comptée une fois lorsque la personne récite un mantra jusqu'à ce qu'elle ait fait le tour complet du mala. Le misbaha musulman comporte 99 perles. Les matériaux utilisés pour les perles varient également beaucoup. Les perles fabriquées à partir de graines d'arbres rudraksha sont considérées comme sacrées par les dévots de Shiva, tandis que les adeptes de Vishnu vénèrent le bois de la plante tulsi.
L'utilisation d'un récit
Le neuroscientifique et méditant Richard Davidson a exprimé l'avis que le fait d'avoir un récit peut aider à maintenir une pratique quotidienne. Par exemple, il se prosterne lui-même devant les enseignements et médite « non pas principalement pour mon bénéfice, mais pour le bénéfice des autres ».

## Méditation philosophique
Selon Xavier Pavie, « fondée sur diverses techniques, la méditation fait partie des célèbres exercices spirituels mis en œuvre par les Anciens dont l'enjeu est l'amélioration et la transformation de soi. Loin d'être le moment d'un recueillement, la méditation dans la philosophie recouvre une pluralité d'activités comme le bilan de soi, la préméditation des maux, etc. Elle se pratique à l'occasion d'un dialogue avec autrui, d'une promenade méditative ou encore d'une certaine pratique de l'écriture ».

## Méditation religieuse ou mystique

### Hindouisme

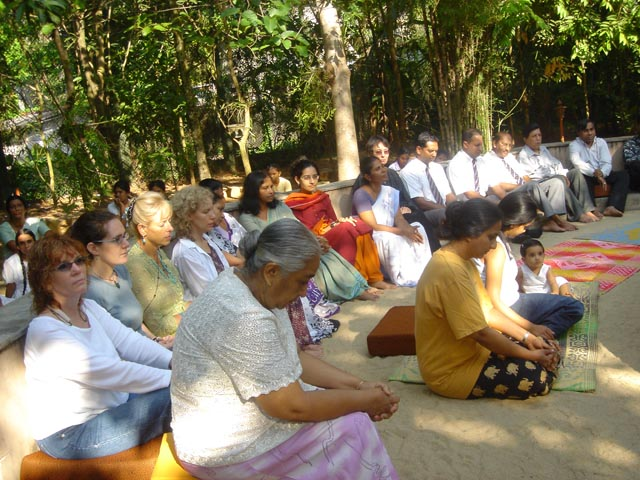
Une méditation collective au Sri Lanka

Il y a plusieurs types de méditation dans l'hindouisme et dans la philosophie indienne :
- Dans le Védanta, le Jñâna-Yoga a pour méthode principale l’investigation du Soi (âtma vichâra), qui retourne à la source des pensées jusqu'à la réalité transcendantale[16].
- Dans le Yoga, la méditation relève du Raja yoga qui fait référence au Yoga-Sûtra[17],[18] de Patañjali (IIe s. av. J.-C. ?) ; la méditation (dhyâna) est une pratique spirituelle pour résorber les fluctuations de l'esprit (vritti)[19]. L'étape de la méditation profonde dans le yoga, est l'avant dernière des « huit membres » appelés l'ashtânga-yoga ; elle se place après la concentration (dhâranâ, fixation de l'esprit sur un seul point) et avant la contemplation (samâdhi, état d'union avec le Dieu personnel ou d'absorption dans l'Absolu) mais aussi par le biais des chakra ; la visualisation d'une forme, d'une image ; la dévotion à une déité (Bhakti-Yoga) ; la production de son par la répétition d’un mantra (Japa yoga).
- Le (Hatha-Yoga) qui ne fait pas partie des quatre yogas traditionnels est une pratique physique harmonisant le (Ha) signifiant le Soleil aussi dénommé comme le masculin et le (Tha) la lune ou le féminin sert à tranquilliser le corps physique et permet ainsi d'accéder plus facilement à l'état méditatif ouvrant l'axe de l'Esprit vers la matière.
- La kundalinî est une technique de visualisation qui depuis son origine a pour but de faire descendre l'énergie spirituelle du Soi jusqu'au chakra racine (Muladhara) afin de la faire ensuite remonter par des centres d'énergie.

- Méditation avec support : il existe de nombreuses propositions de méditation avec support[20] :
  - observer la lumière d'une bougie et l'imaginer yeux fermés : il s'agit de trataka issu du kriya yoga[21] ;
  - écouter le son dans l'oreille interne (nâda) ;
  - parcourir l'intérieur du corps par la sensation afin d'obtenir un état de relaxation ;
  - rester dans une posture avec une position de main codifiée (mudrâ).
- Méditation sans support : pour que l'esprit parvienne au calme et au détachement des désirs du monde et cesse de vagabonder ; il s'agit alors, selon cette méthode, d'être présent et de rester conscient et disponible à l'épanouissement spontané du silence.

### Bahaïsme
Bien que le fondateur de la foi bahá'íe n'ait jamais indiqué aucune forme particulière de méditation, certaines pratiques sont méditatives : La méditation est la clé pour ouvrir les portes des mystères à votre esprit. L'homme s'abstrait lui-même, dans cet état il se retire de tous les objets extérieurs ; il est immergé dans l'océan de la vie spirituelle et peut dévoiler les secrets des choses en elles-mêmes. Une d'entre elles est le dhikr, la répétition quotidienne de : Dieu est le plus glorieux, en arabe : الله ابهى.

### Bouddhisme
La méditation est une pratique centrale du bouddhisme, son but est l'atteinte du nirvāṇa. Le mot le plus proche pour « méditation » dans les langues classiques du bouddhisme, comme le sanskrit et le pali, est bhāvanā, qui signifie « développement mental ».

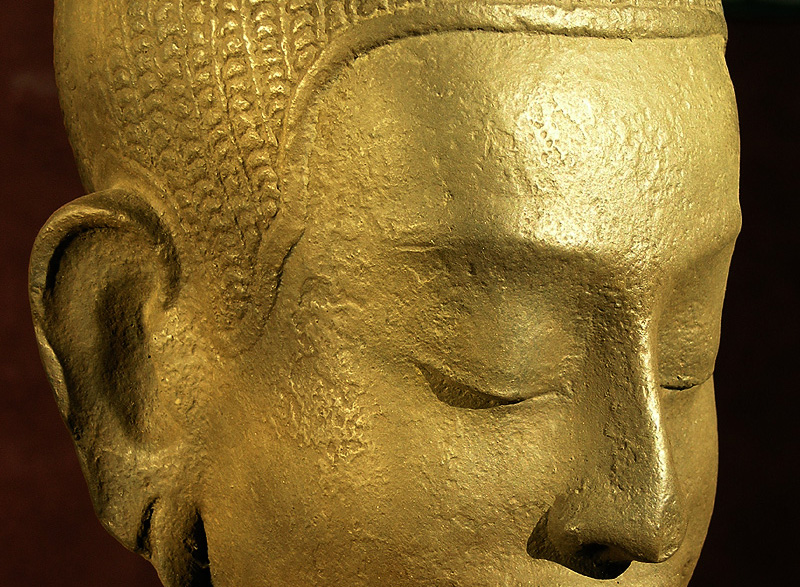
Gautama Bouddha en méditation.

Le Bouddha historique a obtenu son éveil spirituel en méditant sous « l'arbre de la Bodhi ».
Le bouddhisme s'étendant sur une période du Ve siècle av. J.-C. à nos jours, sur une large zone géographique, il existe plusieurs formes de bouddhisme comme le bouddhisme hīnayāna, mahāyāna ou vajrayāna, celles-ci ayant différentes pratiques méditatives.
La plupart des formes de bouddhisme distinguent deux classes de pratique en matière de méditation pour atteindre l'illumination :
- samatha en pali, chiné en tibétain : l'objectif est de développer la tranquillité de l'esprit ;
- vipassana en pali, lhaktong en tibétain : l'objectif est de développer la perspicacité et la sagesse en voyant la vraie nature de la réalité.

Le bouddhisme est une tradition religieuse vieille de plusieurs millénaires et riche de nombreux courants différents les uns des autres : la méditation n'en est qu'un élément, à l'importance très variable suivant les écoles, contrairement à l'image biaisée qui en est souvent perçue en Occident. Cependant, les pratiques méditatives fondamentales de diverses récollections corporelles et de méditation respiratoire ont été préservées et transmises dans presque toutes les traditions bouddhistes , à travers des textes bouddhistes comme le Satipatthana Sutta et les sutras Dhyana. Pour la plupart des traditions bouddhiques, l'étude des textes sacrés a cependant plus de valeur que la seule méditation pour accomplir une profonde transformation personnelle.
La méditation peut également nécessiter un apprentissage conceptuel préalable avant d'être utilisée avec profit. Par exemple, « la tradition indo-tibétaine accorde une grande importance à l’étude de la philosophie : les moines peuvent parfois consacrer de très nombreuses années à étudier auprès d’un enseignant ou dans une université bouddhique (shedra (en)) avant d’être introduit plus sérieusement aux pratiques de méditation. » La tradition zen, en revanche, surtout sous la forme qui a été largement diffusée en Occident dans la deuxième moitié du XXe siècle se focalise sur l'assise silencieuse (zazen). De manière générale, on peut constater que les pratiques de méditation ont été adaptées et transformées pour répondre au contexte culturel occidental, avec la création par exemple d'exercices méditatifs « laïcisés » tels que la pleine conscience ou la méditation vipassana.

### Christianisme

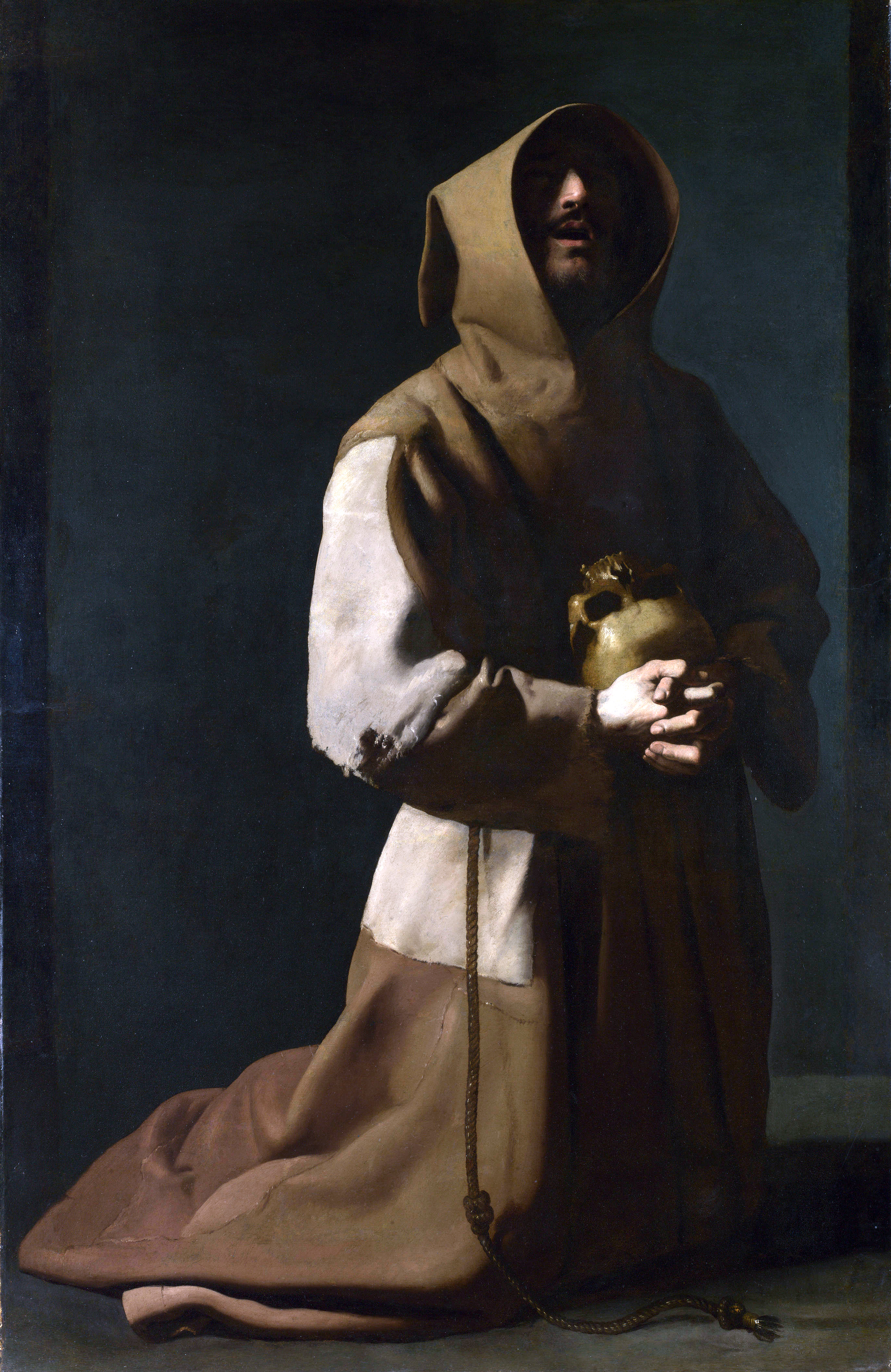
Méditation de Saint François par Francisco de Zurbarán.

Il existe plusieurs conceptions de la méditation dans le christianisme.
Chez les moines orthodoxes, l'hésychasme ou « prière du cœur » est une prière silencieuse invoquant le nom de Jésus au rythme de la respiration. Par son rapport au corps, il est l'équivalent chrétien de certaines techniques de méditations orientales.
L'oraison silencieuse est la pratique de l'Ordre du Carmel.
Les Exercices spirituels sont un ensemble d'exercices de méditation et de prière développés et mis en forme par Ignace de Loyola. Ces exercices sont considérés par certains comme son chef-d'œuvre spirituel. L'auteur assure qu'il existe une stratégie divine pour le salut de qui médite, et que la méditation permet de la découvrir et de l'adorer ; la méditation devient ainsi une réorganisation, un bouleversement de sa vie. Le lieu, le temps, se recomposent, et deviennent multi-fonctionnels. Le temps ne fait plus seulement que passer, mais il devient un principe réparateur. La méditation est un travail sur soi, qui rend fier de soi, et ouvre à une évangélisation de conquête, où le Christ se redécouvre.
Jacques-Bénigne Bossuet, à la fin du XVIIe siècle, détache la méditation d'un trop grand rapport avec une performance de la volonté. Il n'y a pas de rendement spirituel, mais seulement - si l'on peut dire - une éducation du regard contemplatif : « Apprenons à regarder toutes choses en ce bel endroit où tout est vie. Accoutumons-nous à rapporter tout ce qui arrive à sa source […]. Tout est animé par la sagesse de Dieu ; rien ne vient au hasard. » Il comprend, dans son ouvrage Élévations à Dieu sur tous les mystères de la religion chrétienne, la méditation comme une répétition de l'histoire du Salut. Bossuet la refait sans cesse, en s'émerveillant de son harmonie secrète. Mais, alors que pour Ignace de Loyola une méditante pourra y entrer, pour Bossuet un méditant en restera spectateur. Dans une étude sur l'Eucharistie, Bossuet affirme que Dieu est en représentation. Son modèle est la première semaine de l'univers telle qu'elle est rapportée dans le Genèse, infiniment revue et contemplée dans une oraison .
La lectio divina est une expression latine qui signifie lecture des textes divins, spirituels, ou des Saintes Écritures, et qui représente une méthode de prière et de lecture des Écritures. L'oraison de simple présence, très pratiquée au XVIIe siècle dans les milieux marqués par la lecture des mystiques rhéno-flamands est une forme d'assise silencieuse chrétienne dans laquelle la prière se résume à se tenir en présence de Dieu.
Le rosaire est une dévotion pour la méditation des mystères de Jésus et Marie. Selon Jean-Paul II : « Le Rosaire se situe dans la meilleure et dans la plus pure tradition de la contemplation chrétienne. Développé en Occident, il est une prière typiquement méditative ».
Aux XVIe et XVIIe siècles, les catholiques cherchent à accompagner l'expansion européenne en insistant sur l'importance de la valeur du temps dans la pratique méditative. Sortant des cloîtres, la Contre-Réforme demande un investissement beaucoup plus fort de qui médite au regard du temps de son salut. L'exercice méditatif est proposé comme moyen de construire son existence en restituant à Dieu ce qui lui appartient, car, selon cette approche, le temps est sacré. Le méditant, la méditante, découvre les signes de Dieu dans ce qui s'est passé, et la spiritualité devient une offrande.

### Islam
Les cinq prières quotidiennes en Islam sont une méditation. Ainsi, tout musulman médite au moins 5 fois par jour à travers ses prières.
Il existe deux autres conceptions de la méditation en islam. La première est issue du Coran, l’autre est celle développée par les Soufis. La première est appelée taffakur, c’est-à-dire la réflexion sur les sourates du Coran ou la contemplation de la création d’Allah (Méditez sur la création d'Allah et ne méditez pas sur Allah car vous ne l'apprécierez pas à sa juste valeur. (Ibn’ Abbas)). La seconde est une pratique mystique du soufisme appelée Mouraqaba.

### Jaïnisme

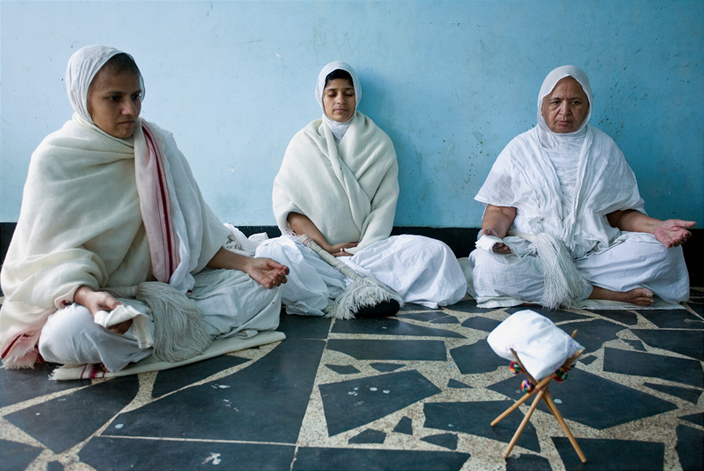
Méditation Jaïne.

La méditation jaïne prend à l'heure actuelle plusieurs formes. Elle se pratique dans la position du lotus mais d'autres postures sont également possibles. Elle permet de brûler du karma afin d'atteindre plus rapidement l'éveil. Elle fait partie des devoirs du moine-ascète, et des tapas c'est-à-dire des devoirs d'austérités des laïcs.

### Judaïsme
Article principal: méditation hébraïque (en) (en)
Bien que d'une nature un peu différente des méditations orientales, il existe une méditation hébraïque (en) (en) transmise de maître à disciple. Issue de la mystique juive, le hassidisme, elle est fondée sur une interprétation des textes par laquelle la transformation intérieure serait parallèle à la découverte de nouveaux sens. Cette approche du texte pourrait conduire à se retirer en soi, Tsimtsoum.
Dans Le Juif dans le Lotus, ouvrage écrit par Rodger Kamenetz à la suite de la rencontre en 1990 à Dharamsala en Inde, de rabbins américains et du dalaï-lama, ce dernier fait part de son souhait d’en savoir plus sur la méditation hébraïque.

### Sikhisme
Il est dit qu’un Sikh devrait se lever trois heures avant l'aube, prendre un bain et concentrer ses pensées sur l'Être immortel et répéter le nom Waheguru (un nom de dieu, le maître suprême). Cette pratique précède la récitation des écritures. Naam Japna et Simran sont deux des méditations sikhes les plus courantes : la première invite à chanter des hymnes, la deuxième à réciter des mantras, des prières avec un chapelet indien : une Mâlâ. Ces deux méditations du sikhisme peuvent être réalisées en communauté ou individuellement. Naam est aussi un mantra sikhe, au même titre que le Mul Mantra. Ces méditations où l'esprit est tourné vers dieu ont pour but de stopper l'ego démoniaque et cupide du croyant au profit de pensées orientées vers l'Entité suprême ou au moins l'autre.

### Taoïsme
Il existe différentes formes de méditations dans le taoïsme qui peuvent varier en fonctions des auteurs et des écoles.

## Recherches scientifiques

### Approche des neurosciences
La bibliographie américaine de l’Institute of Noetic Sciences sur la méditation, comporte en 2018 plus de 6 000 références dont la majorité est anglo-saxonne. Il convient de mettre méditation au pluriel et parler de méditations, car il y a par exemple près de 40 écoles de yoga dont les pratiques diffèrent entre elles et aussi selon le niveau débutant ou avancé des méditants, comme encore la méditation zazen, ou les méditations religieuses, et plus récemment la méditation de pleine conscience qui se veut laïque.

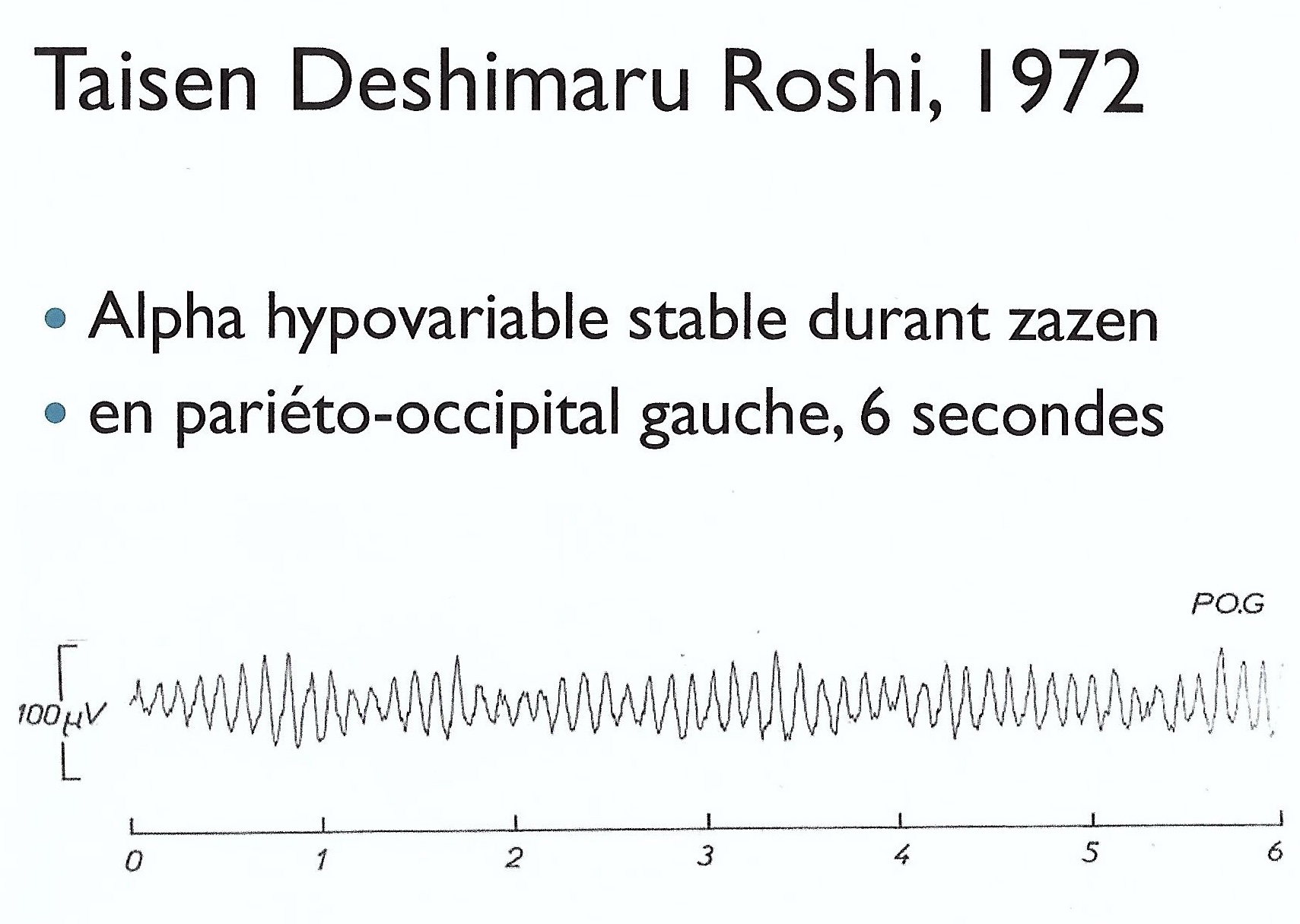
Grand alpha EEG de Taisen Deshimaru en zazen

Les premiers articles en France datent des années 1970, dont ceux du chercheur Pierre Etevenon, et collaborateurs qui étudient en électroencéphalographie quantitative les effets sur l'EEG de la posture de méditation zazen en enregistrant Taisen Deshimaru. Ils confirment les premiers articles japonais, qui montrent un rythme alpha ralenti en fréquence, de grande amplitude, stable dans le temps et d'activité hypovariable ; ce qui est précisé ensuite par une analyse spectrale où l'activité alpha présente un pic étroit de résonance. Pour Pierre Etevenon la méditation est un état modifié de conscience qui est différent des états pathologiques et aussi des états naturels de veille et de sommeil. En 1973, J.-P. Banquet étudie encore par électroencéphalographie quantitative les effets sur l'EEG de la pratique des mantras pendant la méditation transcendentale.
Du 8 au 10 novembre 2005, le « Mind and Life Institute » a organisé à Washington, aux États-Unis, une rencontre entre le dalaï-lama, des chercheurs et d’autres personnalités du monde spirituel pour discuter des bases scientifiques et des applications cliniques de la méditation. Ces trois journées se déroulaient avant l’ouverture du Congrès annuel de la « Society for Neuroscience » où le dalaï-lama était invité à prendre la parole.
Antoine Lutz, chercheur à l'Inserm, a participé à plusieurs expériences menées en France et aux États-Unis. En 2014, il s'exprimait dans Le Point concernant les résultats de ces recherches : « nous avons constaté l'amélioration de certaines fonctions cérébrales. Plusieurs études, dont certaines menées par l'équipe de Richard Davidson, à Madison, dans le Wisconsin, dont j'ai aussi fait partie, ont montré qu'un entraînement soutenu à la méditation de « pleine conscience » accroît les capacités à maintenir son attention sur un objet sans être distrait. Une autre montre que la pratique de la compassion chez des méditants très avancés augmente la synchronisation des ondes cérébrales entre des parties très éloignées du cerveau ». Selon lui, « certains neuroscientifiques y voient un modèle prometteur pour explorer la neuroplasticité du cerveau ». En effet, des chercheurs d’Harvard ont pratiqué une expérience sur 16 personnes ayant suivi un programme de méditation de pleine conscience de huit semaines, et ont comparé leur IRM avec celles d’un groupe de 17 témoins. Ces IRM démontrent l’accroissement de matière grise dans les zones cérébrales dédiées à l’apprentissage, aux contrôles des émotions, et à la mémoire.
Des chercheurs ont publié un article dans Perspectives on Psychological Science (en) dans lequel ils invitent à rester prudent quant aux évaluations et résultats avancés par certaines études : « Les neurosciences contemplatives ont souvent conduit à des interprétations trop simplistes de phénomènes neurocognitifs et affectifs nuancés. En raison de telles simplifications excessives, les bienfaits de la méditation peuvent être exagérés et une urgence sociétale injustifiée à entreprendre des pratiques de pleine conscience peut être encouragée. » Ils ont annoncé la création d’un centre de recherche à l’université Brown sur le sujet.

### Effets sur la santé
Certains promoteurs des pratiques de méditation ont choisi d'en démontrer l'intérêt dans le domaine de la santé par le biais de publications scientifiques de qualité inégale. Un écueil possible est d'utiliser des résultats scientifiques incomplets pour faire la promotion d'une pratique de méditation en particulier, notamment pour une utilisation commerciale. Les effets secondaires ne sont pas assez évalués en comparaison des effets positifs et seules 25 % des études publiées jusqu'en 2015 évaluaient les effets indésirables de la méditation.
Le documentaire Les étonnantes vertus de la méditation de Benoît Laborde (2017) diffusé sur Arte en octobre 2018 fait le bilan de recherches scientifiques concernant les « bienfaits sur la santé » de certaines techniques de méditation, et de leur usage dans des hôpitaux à travers le monde où « elles sont utilisées, en accompagnement thérapeutique, pour réduire, notamment, les douleurs chroniques et le stress lié à de nombreuses pathologies. » Cette réduction du stress est liée à la diminution d'expression des gènes pro-inflammatoires.
Selon un article du Monde sur ce documentaire, « ce qui était considéré il y a quelques décennies comme une médecine alternative devient médecine à part entière. Il y a près de quarante ans, les premières recherches poussées sur la méditation n’intéressaient que les psychiatres et les psychologues. Au fil du temps, cardiologues, neuroscientifiques, immunologues et endocrinologues se sont intéressés aux bienfaits de la méditation sur leurs patients. […] Les techniques de méditation sont désormais utilisées en accompagnement thérapeutique dans de nombreux hôpitaux américains et européens. » (Ce qui ne revient pour autant pas à une reconnaissance d'efficacité de la part des autorités médicales).
Certains psychothérapeutes ou scientifiques tels que Jon Kabat-Zinn s'intéressent à la méditation, dans ces applications psychothérapeutiques éventuelles comme : la MBSR (réduction du stress par la pleine conscience) ou la MBCT (thérapie cognitive par la pleine conscience). La psychothérapie cognitivo-comportementale propose ainsi aux personnes souffrant de ruminations mentales, de stress ou d'anxiété, par exemple lors d'une dépression, une forme de méditation qui se rapproche du Zen, mais dont les éléments typiques d'une spiritualité ont été supprimés, cette technique favoriserait la diminution de ces troubles et augmenterait le « bien-être », l'humeur, la « capacité à faire face », l'implication du patient dans sa thérapie et améliorerait le sommeil. La MBCT réduit en outre le risque de rechute dépressive. Une méta-étude publiée en 2014 dans le JAMA Internal Medicine (en) concernant des programmes thérapeutiques de méditation mindfulness a montré des effets faibles à modérés sur le stress psychologique (anxiété, dépression, douleur) mais aucun effet significatif sur plusieurs aspects tels que l'humeur, l'attention, et le sommeil. Une étude de l'université d'Oxford publiée en avril 2015 par The Lancet démontre qu'une thérapie basée sur la méditation pleine conscience est une alternative aussi efficace qu'un traitement par antidépresseurs dans la prévention de rechute dépressive,.
Certaines études isolées et pas encore consensuelles montreraient également une efficacité de la méditation comme complément d'un traitement médical classique dans la guérison de certaines maladies : diminution des douleurs chroniques, amélioration des défenses immunitaires et des effets du traitement thérapeutique classique dans les cas de cancer, de troubles gastriques et intestinaux ou même de fibromyalgie et de sida.
Certaines études médicales ont été mises en place afin de déterminer si certaines pratiques méditatives pouvaient être associées à la psychothérapie. Dans la plupart des cas, les conclusions étaient positives, sous condition d'un encadrement strict et que les objectifs de la thérapie soient en accord avec les effets de la méditation proposée[source insuffisante]. Le biostatisticien Bruno Falissard considère que les études cliniques sur la méditation pleine conscience sont « aujourd'hui [en 2019] suffisamment bien faites pour reconnaître qu’il s’agit d’un soin psychothérapeutique avec des résultats convaincants ».

### Effets sur le comportement prosocial
Des études sont parfois lancées par des promoteurs de la méditation dans le but d'en démontrer toutes sortes d'effets bénéfiques sur l'esprit et la santé. La plupart d'entre elles ont porté sur les effets psychologiques et physiques de la méditation au niveau individuel, tout en abordant le parallèle avec des effets collectifs, et avec un intérêt tout particulier sur le comportement prosocial (la compassion, l'empathie, l'agressivité, la connexion sociale et les préjugés), et sont abondamment relayées dans les médias spécialisés et les réseaux sociaux. Cependant, une équipe de chercheurs a publié en février 2018 dans la revue Scientific Reports, une méta-étude visant à vérifier le degré de fiabilité de ces publications concernant les effets prosociaux de la méditation sur des adultes en bonne santé. Leur conclusion est que lesdits effets sont en réalité limités et surdéterminés par la méthode employée, et que les études qui les avaient mis en avant avaient toutes deux points communs : des biais méthodologiques, et la présence, parmi les auteurs, de professionnels de la méditation appliquant leur propre méthode dans l'étude, donc avec un risque de conflit d'intérêts. Les auteurs mettent en garde contre cette littérature présentant de nombreuses lacunes méthodologiques, tout en reconnaissant que la majorité des méta-analyses concernant les autres effets positifs de la méditation (notamment sur le stress psychologique) suggèrent malgré cela que ces résultats sont « prometteurs ».

### La méditation transcendantale: de nombreuses études autofinancées, à la rigueur scientifique souvent discutable

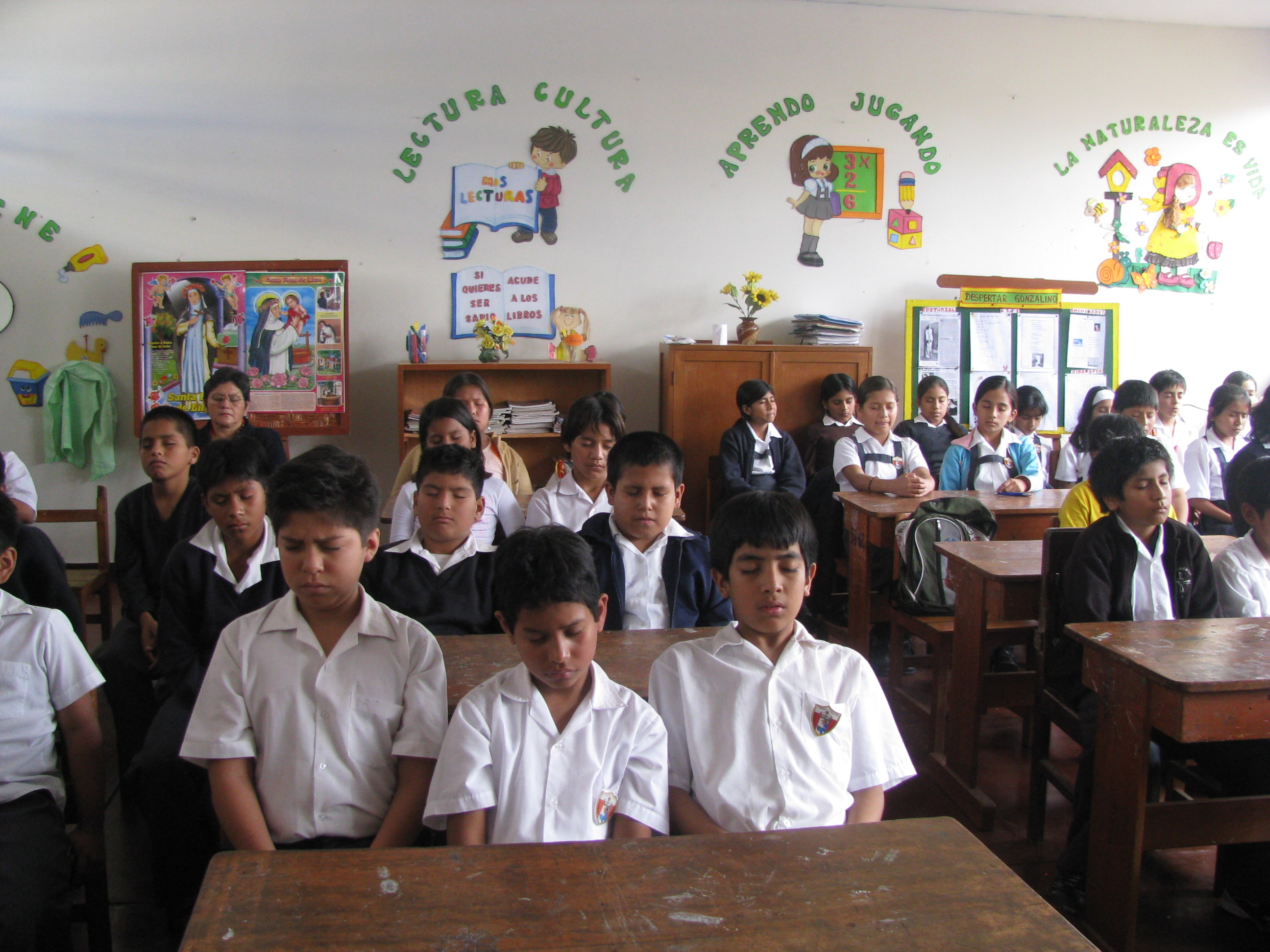
Des enfants pratiquent la méditation transcendantale dans une école du Pérou.

Parmi les nombreuses formes de méditation, le mouvement de la méditation transcendantale, apparu dans les années 1970 a fait l'objet d'une communication intense, accompagnée par la publication de très nombreuses études scientifiques, visant à mettre en évidence toutes sortes de bienfaits physiques ou mentaux de la méditation transcendantale. Maharishi Mahesh Yogi, fondateur de la méditation transcendantale, en finança lui-même un grand nombre par le biais de son « programme de Méditation transcendantale ». Cependant, l'essentiel des articles publiés depuis, généralement édités dans des revues plus ou moins confidentielles avec un faible filtrage scientifique, révèlent des failles méthodologiques importantes : plusieurs méta-études ayant visé à évaluer la crédibilité d'études scientifiques portant sur la méditation transcendantale ont montré que plus de 90 % d'entre elles étaient biaisées ou victimes de failles méthodologiques nuisant gravement à leur crédibilité.
Concernant la méditation transcendantale, il est fait état de 341 publications évaluées par des pairs et publiées dans plus de 160 revues scientifiques telles que Science, The Lancet, Scientific American, American Journal of Physiology, Electroencephalography, Clinical Neurophysiology, Hypertension (de l’American Heart Association), American Psychologist, le Journal of Personality et Social Psychology (publications officielles de l’American Psychological Association), Intelligence, et le Journal of Conflict Resolution[évasif]. Cependant, une méta-étude de 2003 concernant l'impact sur les fonctions cognitives de la pratique régulière de la MT indique que sur 107 études considérées, 97 ont été rejetées à cause de leur méthodologie. Parmi les 10 autres, seules 4 rapportaient des effets positifs mais ce résultat semblait également découler d'une sélection de sujets favorables à la MT.
Des méta-analyses sur les effets respectifs de différentes techniques de méditation ont été publiées. Celle menée par Sedlmeier et publiée en 2012 semble montrer que les différentes techniques de méditation étudiées ont des effets globaux similaires. Plus précisément la méditation de pleine conscience serait la technique la plus efficace pour réduire les traits de personnalité négatifs et pour améliorer l’image de soi alors que la méditation transcendantale aurait les effets les plus importants pour diminuer les émotions négatives, réduire l’anxiété réactionnelle, diminuer les tendances névrotiques et améliorer la réalisation de soi. Toutefois cette méta-étude a été remise en cause sur la méthodologie de sélection des études précisément sur la méditation transcendentale. Les auteurs répondent que les oublis recensés ne devraient pas changer les résultats.

## Critiques sur l'utilisation de la méditation

### Risques de déviance sectaire
Le Centre d'information et de prévention sur les psychothérapies abusives et déviantes met en garde contre le risque de déviance sectaire de certains gourous, pointant notamment « des modifications des traits comportementaux, avec une dépersonnalisation, une perception de la réalité basée sur les théories de la méditation transcendantale, une altération du sens critique, une régression du libre arbitre et de la concentration ».
En France, le rapport no 24568 de la Commission d’enquête sur les sectes de l’Assemblée Nationale cite souvent la méditation transcendantale comme un vecteur de recrutement utilisé par des sectes et fait également mention d'un mouvement sectaire nommé « Méditation transcendantale ».
L'Unadfi publie fin 2017 un numéro de son journal BulleS consacré à la méditation et au yoga, indiquant que « même si ces deux pratiques sont indubitablement inoffensives en elles-mêmes et exercées, la plupart du temps, dans de bonnes conditions, force est de constater qu’elles peuvent aussi être des portes d’entrée efficaces vers des mouvements à caractère sectaire. Ceci tient entre autres à une surmédiatisation et à une « sur-appréciation » de ces disciplines qui sous-entend une totale innocuité. »

### Utilisation commerciale
La méditation est depuis les années 1970 au centre d'un important effet de mode, et un grand nombre de personnages médiatiques tels que Christophe André ou Fabrice Midal remplissent les rayons « développement personnel » des librairies de best-sellers prêtant à la méditation toutes sortes de vertus spectaculaires. Plus de 1 000 applications pour méditer sont disponibles sur Android dont 203 dédiées à la pleine conscience. Des réseaux sociaux et forums relayent certaines de leurs déclarations, véhiculant des attentes et croyances communes, qui vont d'un meilleur équilibre psychologique à des « aptitudes surnaturelles » telles que la télépathie.

### Utilisation prolongée: effets sur le psychisme et la mémoire
La méditation pratiquée trop longtemps ou trop intensément peut conduire à des problèmes psychologiques. Nicholas Van Dam, psychologue, indique que « la pratique de la méditation [de pleine conscience] nécessite un ego solide. S’il est altéré par un trauma ou par une psychose, alors la méditation est contre-indiquée ».
L'apport des pratiques méditatives orientales au milieu du XXe siècle en Occident n'a pas toujours tenu compte de la différence de contexte culturel et social ; des études ont été menées afin de déterminer les effets secondaires indésirables de la pratique de la méditation ; des symptômes de l'ordre de sensations inconfortables dans le corps ou de dissociation mentale ont pu apparaître ; lors d'une étude clinique sur 27 sujets pratiquant la méditation depuis de nombreuses années, des phénomènes de désorientation, de confusion mentale, ou le sentiment de « planer » ont été identifiés chez quelques-uns des sujets ; lorsque l'objectif recherché d'une thérapie est de renforcer l'identité (l'ego), la méditation serait alors déconseillée.
Une enquête publiée dans la revue PLOS One menée auprès de 342 personnes ayant une pratique quotidienne de méditation rapporte que 25 % ont déclaré ressentir des effets inconfortables, d’autant plus importants que leur pratique est plus longue. Toutefois ces effets étaient transitoires et n’ont pas découragé les pratiquants.
Une étude réalisée en 2022 sur un échantillon de 953 personnes pratiquant régulièrement la méditation aux États-Unis a montré que plus de 10 % des participants ont ressenti des effets indésirables qui ont eu un impact négatif significatif sur leur vie quotidienne et qui ont duré au moins un mois. Ces effets indésirables potentiels seraient rarement évoqués par les promoteurs de la méditation, qui tendent au contraire à représenter cette pratique comme étant très sûre.
La méditation de pleine conscience pourrait favoriser la création de faux souvenirs et avoir un effet négatif sur des tests de mémoire. Le chercheur Brent Wilson de l'université de San Diego en Californie a en effet démontré que 39 % des pratiquants de la MdPC à qui l'on avait donné à mémoriser des mots situés dans une liste croyaient mordicus avoir entendu un autre mot du même champ sémantique, absent de cette liste, contre 20 % seulement du groupe témoin ne pratiquant pas la MdPC.

### Articles
- (en) Madhav Goyal, Sonal Singh et Erica M. S. Sibinga, « Meditation Programs for Psychological Stress and Well-being: A Systematic Review and Meta-analysis », JAMA Internal Medicine (en), Association médicale américaine, vol. 174, no 3,‎ 1er mars 2014, p. 357-368 (ISSN 2168-6106, DOI 10.1001/jamainternmed.2013.13018, lire en ligne)
- (en) Ute Kreplin, Miguel Farias et Inti A. Brazil, « The limited prosocial effects of meditation: A systematic review and meta-analysis », Scientific Reports, vol. 8, no 2403,‎ 2018 (DOI 10.1038/s41598-018-20299-z, lire en ligne)
- « Les médecins face aux sirènes de la méditation », Le Monde,‎ 8 janvier 2018 (lire en ligne)
- « Jean-Gérard Bloch, pionnier de la méditation thérapeutique », Le Monde,‎ 13 janvier 2019 (lire en ligne)

### Ouvrages
- (en) Michael Murphy et Steven Donovan, The Physical and Psychological Effects of Meditation : A Review of Contemporary Research with a Comprehensive Bibliography, 1931-1996, Institute of Noetic Sciences, 1997 (ISBN 978-0-943951-36-2, lire en ligne).
- Xavier Pavie, La méditation philosophique : Une initiation aux exercices spirituels, Eyrolles, 2011, 178 p. (ISBN 978-2-212-06375-2, lire en ligne).
- (en) Hindu, Buddhist and Daoist Meditation : Cultural Histories, Hermes Publishing, 2014, 243 p. (ISBN 978-82-8034-201-0, lire en ligne).
- La méditation : « Que sais-je ? » n° 3997, Presses universitaires de France, 2017 (ISBN 978-2-13-079049-5, lire en ligne).
- Matthieu Ricard et Wolf Singer, Cerveau et méditation. Dialogue entre le bouddhisme et les neurosciences, Allary éditions, 2017, 280 p. (ISBN 978-2-37073-113-5, lire en ligne).
- Hans Waldenfels, La Méditation en Orient et en Occident, Points/Seuil, 1981  (ISBN 2020060299).